# یوجین اچ‌ترین
یوجین اچ ترین (به انگلیسی: Eugene H. Trinh) فضانورد اهل کشور ویتنام است که در ۱۴ سپتامبر ۱۹۵۰ میلادی در هوشی‌مین زاده شد. وی در مأموریت اس‌تی‌اس-۵۰ حضور داشته‌است.